# Passais
Ne doit pas être confondu avec Pacé (autre commune de l'Orne), ni Pacé (en Ille-et-Vilaine).
 Cet article traite de la commune de Passais. Pour l'article sur la région naturelle du Passais, consultez Passais (région naturelle).
Passais (ou Passais-la-Conception) est une ancienne commune française, située dans le département de l'Orne en région Normandie, devenue le 1er janvier 2016 une commune déléguée au sein de la commune nouvelle de Passais Villages.
Elle est peuplée de 771 habitants.

## Géographie
La commune se situe au sud-ouest du département de l'Orne, au sud-ouest de la région Normandie, dans la région naturelle et bocagère du Domfrontais, également appelée « Passais ». Son bourg est à 10 km à l'est du Teilleul, à 12 km au sud-ouest de Domfront et à 15 km au nord de Gorron.
Le point culminant (207 m) se situe au sud-ouest, près du lieu-dit les Rotelles. Le point le plus bas (143 m) correspond à la sortie du ruisseau du Pont Barrabé du territoire, au nord. La commune est bocagère.
| Saint-Mars-d'Égrenne, Mantilly                      | Saint-Mars-d'Égrenne                           | Saint-Mars-d'Égrenne |
| Mantilly                                            | Passais                                        | Saint-Fraimbault     |
| L'Épinay-le-Comte (comm. nouv. de Passais-Villages) | Saint-Siméon (comm. nouv. de Passais-Villages) | Saint-Fraimbault     |

## Toponymie
Passais, homophone d'une autre commune de l'Orne, Pacé, aurait la même origine, l'anthroponyme roman Paccius.
Selon Caillebot le Jeune, Passais prend son nom de la forêt de Pissais, d’après la source de la Pisse qui traverse la ville.
Le gentilé est Passagiens.

## Histoire
Comme en témoignent un dolmen, la Table au Diable, et le menhir du Perron situé près du hameau du Chêne-aux-Fées, cette région fut occupée dès le Néolithique.
La forêt de Pissais (Passais) faisait partie du territoire des Aulerces Diablintes.
Au VIe siècle, l'ermitage de Saint-Auvieu est fondé lors de l’évangélisation du Passais. Il devient ensuite une possession de l’abbaye Saint-Julien-du Pré. Au VIIe siècle, la localité était le centre du pagus Muffa.
Au début du XIIe siècle l'ermitage de Saint-Auvieu fait partie des possessions de l’abbaye de Savigny,,.
En 1060, Guillaume Le Conquérant prend possession de la région.
Ce n'est qu'en 1466 que Jean II, duc d'Alençon, qui avait des besoins d'argent, décida de faire défricher cette partie de la forêt de Passais. En 1475, Louis XI créa une nouvelle paroisse qu'il dénomma « Conception-Notre-Dame-en-Passais », en l'honneur de la Vierge Marie dont il était un dévôt. L'église fut consacrée en 1480.
Sous l'Ancien Régime, Passais est le chef-lieu d'un archidiaconé dépendant du diocèse du Mans. Cet archidiaconé était subdivisé en cinq doyennés : Passais en Normandie, Passais au Maine, La Roche Mabile, Javron et Sillé-le-Guillaume. Le doyenné de Passais, qui ne formait qu'un au Moyen Âge, fut ensuite subdivisé. Au XVIIIe siècle, Passais se trouve dans sa partie normande.
En 1852, un pèlerinage fut organisé à la chapelle Notre-Dame-de-l'Oratoire où une fresque, peinte, entre 1932 et 1952, par André Jouault, natif du canton, relate les évènements religieux du Passais.
Le 1er janvier 2016, Passais intègre avec deux autres communes la commune de Passais Villages créée sous le régime juridique des communes nouvelles instauré par la loi no 2010-1563 du 16 décembre 2010 de réforme des collectivités territoriales. Les communes de L'Épinay-le-Comte, Passais et Saint-Siméon deviennent des communes déléguées et Passais est le chef-lieu de la commune nouvelle.

## Héraldique
| Blason de Passais | Blason  | D'azur à la Vierge issante aux trois-quarts d'argent cantonnée de quatre fleurs de lys d'or. |
| Blason de Passais | Détails | Ville ne possédant pas de blason selon L'Armorial des Villes et des Villages de France.      |

## Politique et administration
| Période                                  | Période       | Identité                           | Étiquette | Qualité                                                      |
| ---------------------------------------- | ------------- | ---------------------------------- | --------- | ------------------------------------------------------------ |
| avant 1810                               | après 1815    | Urbain Germont                     | -         |                                                              |
| avant 1817                               | après 1827    | Guillaume Siméon Ferré des Ferries | -         |                                                              |
| vers 1828                                |               | Pierre Sorieul                     | -         |                                                              |
| avant 1830                               |               | Hue Beaulieu                       | -         |                                                              |
| vers 1838                                |               | Charles Garnier                    | -         |                                                              |
| avant 1859                               | après 1875    | Théophile Amiard-Fortinière        | -         |                                                              |
| vers 1879                                |               | Édouard Barrabé                    | -         |                                                              |
| avant 1896                               | 1901          | Edmond Victor Barré (1838-1901)    | -         | docteur en médecine, chevalier de la légion d'honneur (1891) |
| 1902                                     | 1921          | Henri Hamon                        | -         | Avoué                                                        |
| 1921                                     | 1965          | Joseph Hamon                       | -         | Historien, fils du précédent                                 |
| 1965                                     | mars 2001     | Charles Bancourt                   | SE        | Vétérinaire                                                  |
| mars 2001                                | décembre 2015 | Claude Lecherbonnier               | UMP       | Journaliste                                                  |
| Les données manquantes sont à compléter. |               |                                    |           |                                                              |

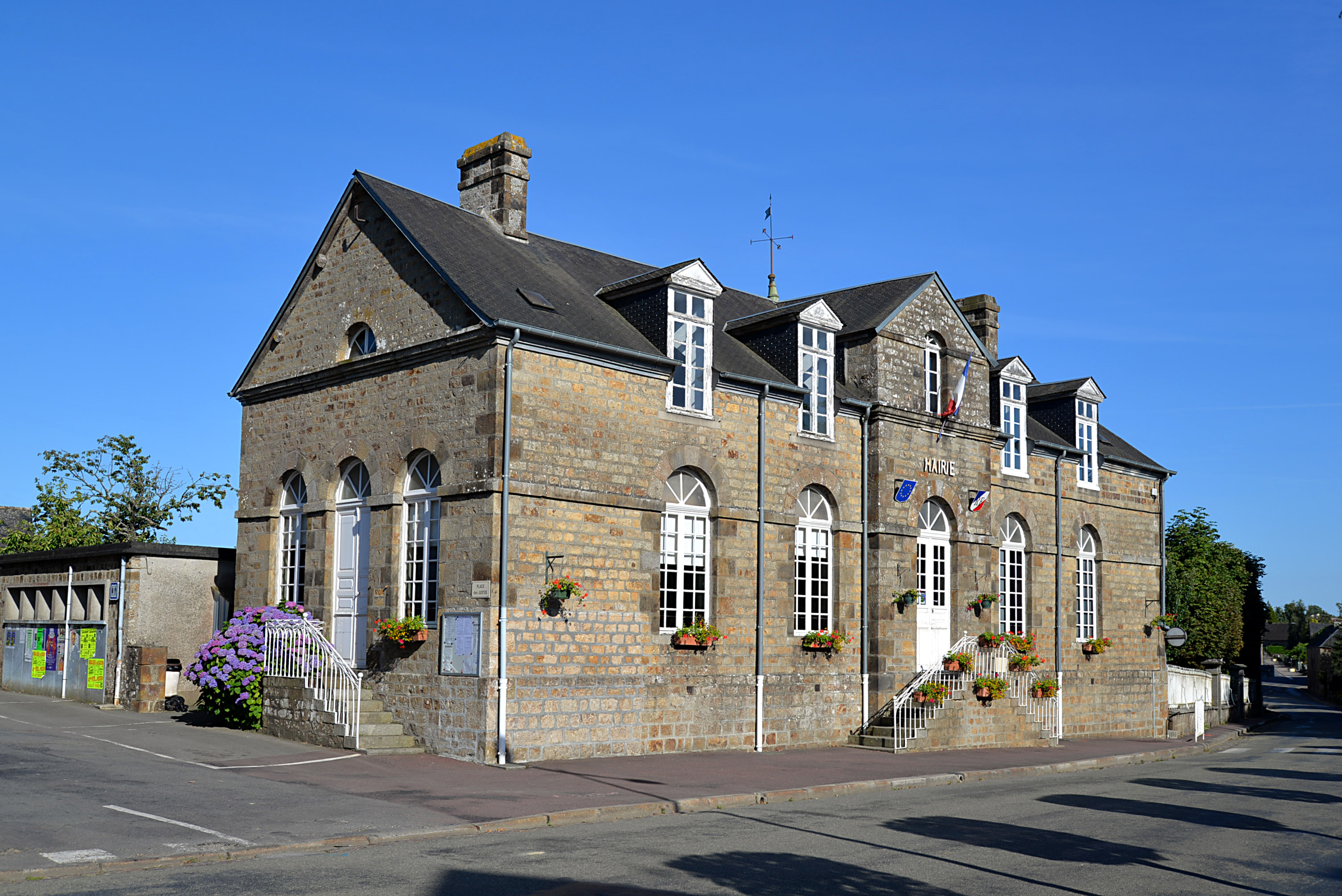
La mairie.

Le conseil municipal est composé de quinze membres dont le maire et trois adjoints. Ces conseillers intègrent au complet le conseil municipal de Passais-Villages le 1er janvier 2016 jusqu'en 2020 et Claude Lecherbonnier devient maire délégué.

## Démographie
En 2021, la commune comptait 771 habitants. Depuis 2004, les enquêtes de recensement dans les communes de moins de 10 000 habitants ont lieu tous les cinq ans (en 2004, 2009, 2014, etc. pour Passais) et les chiffres de population municipale légale des autres années sont des estimations.
Passais a compté jusqu'à 2 240 habitants en 1821.
| 1793  | 1800  | 1806  | 1821  | 1831  | 1836  | 1841  | 1846  | 1851  |
| ----- | ----- | ----- | ----- | ----- | ----- | ----- | ----- | ----- |
| 2 239 | 2 224 | 2 227 | 2 240 | 2 199 | 2 187 | 2 163 | 2 023 | 1 991 |

| 1856  | 1861  | 1866  | 1872  | 1876  | 1881  | 1886  | 1891  | 1896  |
| ----- | ----- | ----- | ----- | ----- | ----- | ----- | ----- | ----- |
| 1 886 | 1 819 | 1 818 | 1 660 | 1 736 | 1 611 | 1 658 | 1 608 | 1 622 |

| 1901  | 1906  | 1911  | 1921  | 1926  | 1931  | 1936  | 1946  | 1954  |
| ----- | ----- | ----- | ----- | ----- | ----- | ----- | ----- | ----- |
| 1 601 | 1 597 | 1 510 | 1 347 | 1 349 | 1 307 | 1 309 | 1 289 | 1 214 |

| 1962  | 1968  | 1975  | 1982  | 1990 | 1999 | 2004 | 2009 | 2014 |
| ----- | ----- | ----- | ----- | ---- | ---- | ---- | ---- | ---- |
| 1 102 | 1 031 | 1 016 | 1 020 | 915  | 889  | 806  | 804  | 768  |

| 2018 | - | - | - | - | - | - | - | - |
| ---- | - | - | - | - | - | - | - | - |
| 780  | - | - | - | - | - | - | - | - |

## Lieux et monuments
- Église Notre-Dame, du XIXe siècle. La précédente a été bâtie sous Louis XI en 1477.
- Château de Bellefontaine, du XIXe siècle.
- Manoir de la Guérinière, du XVIIe siècle, inscrit Monument historique[20].
- Manoir du Pas-de-la-Vente.
- Deux chapelles Notre-Dame-de-l'Oratoire, 1852 et 1927.
- La Table au Diable et le menhir du Perron, deux sites mégalithiques classés Monuments historiques[21],[22].

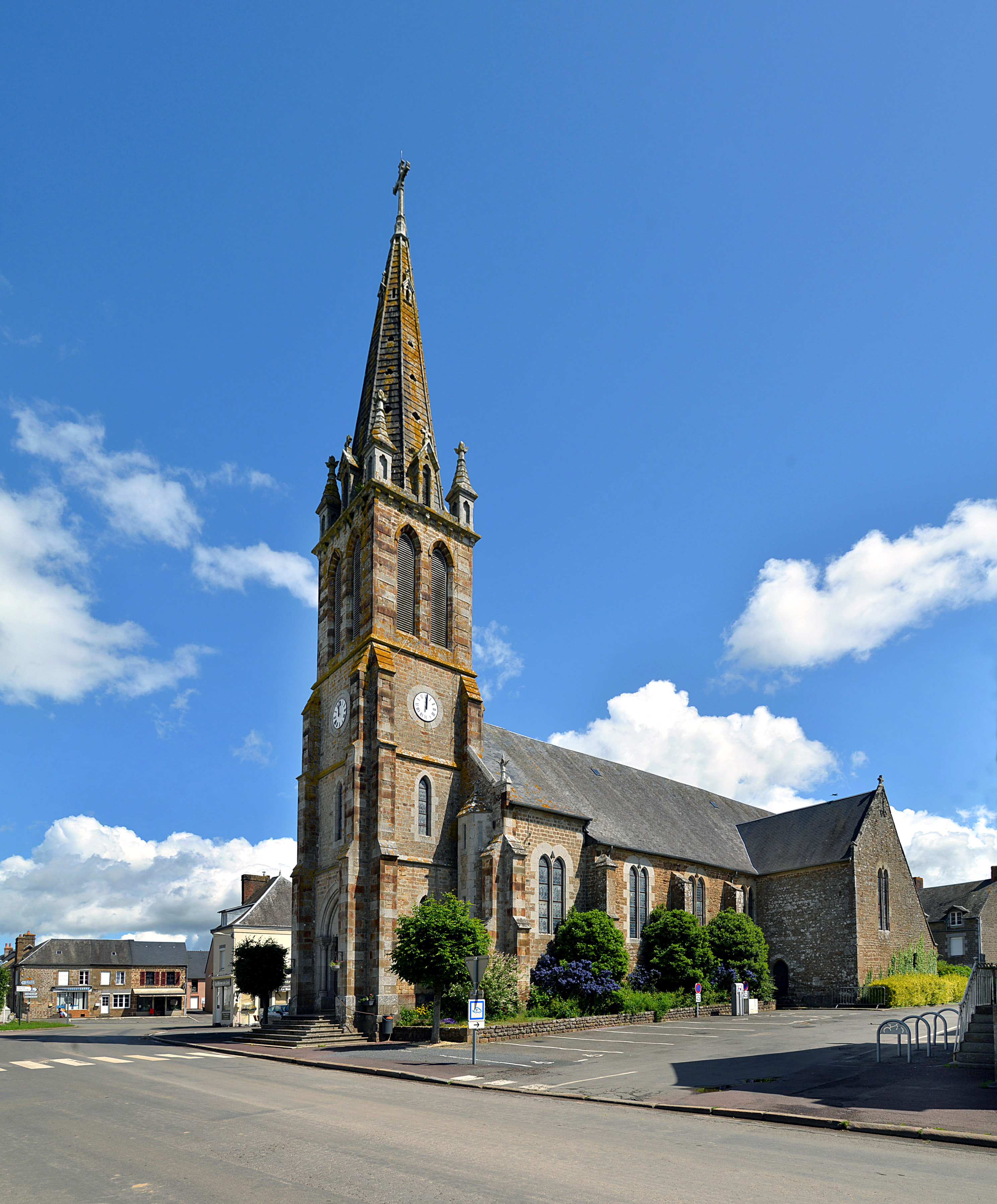
L'église Notre-Dame.
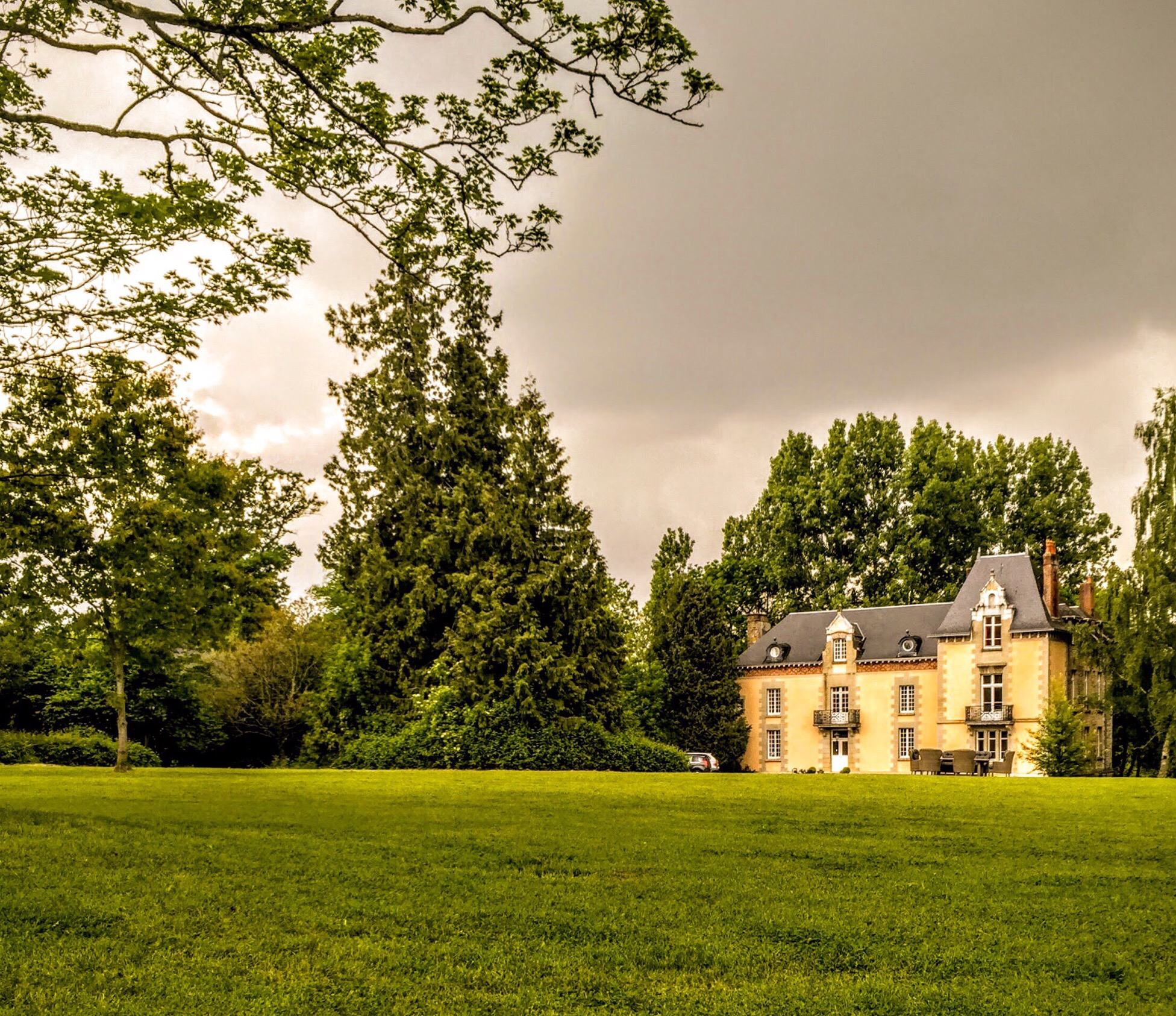
Le château de Bellefontaine.
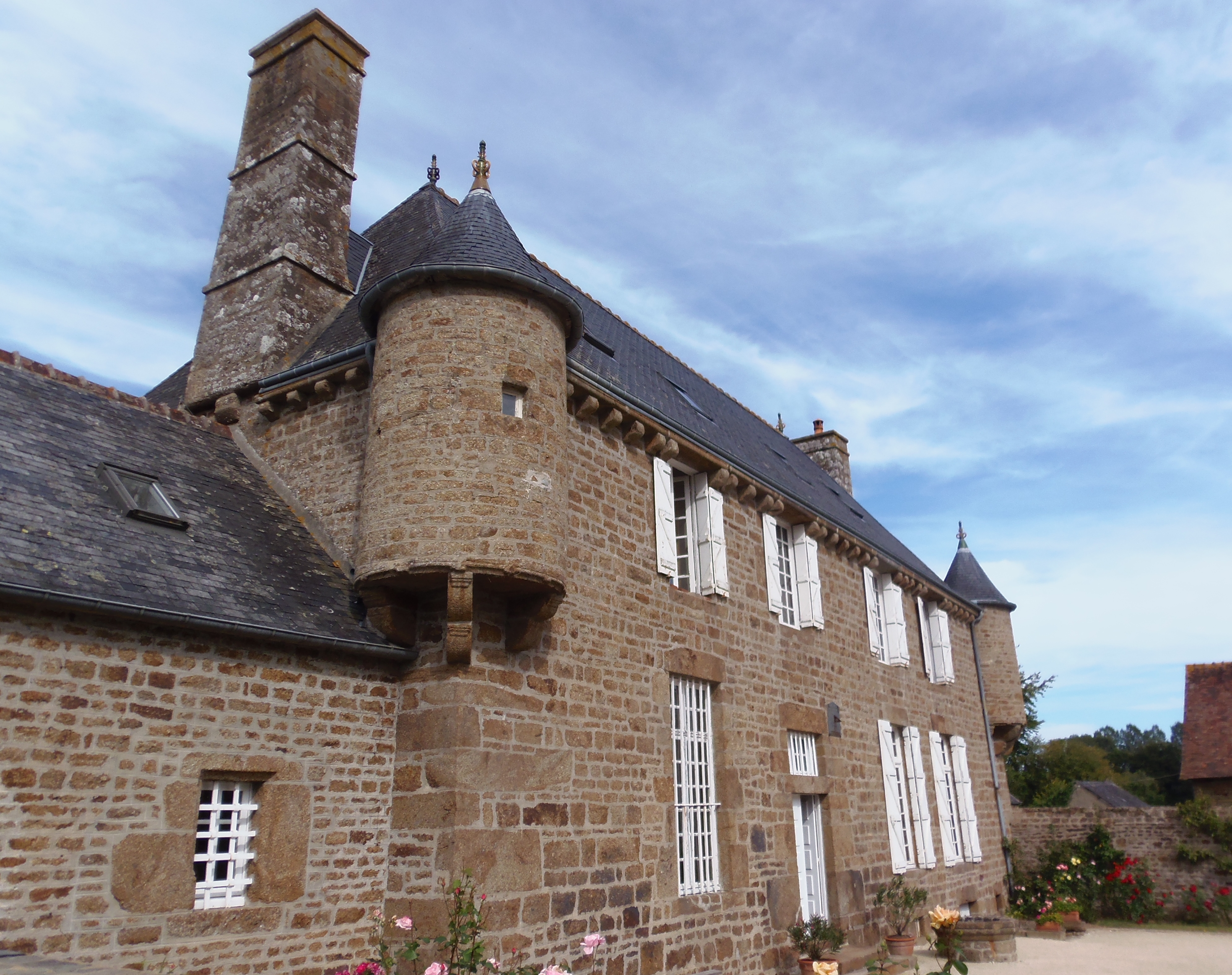
Le manoir de la Guérinière.
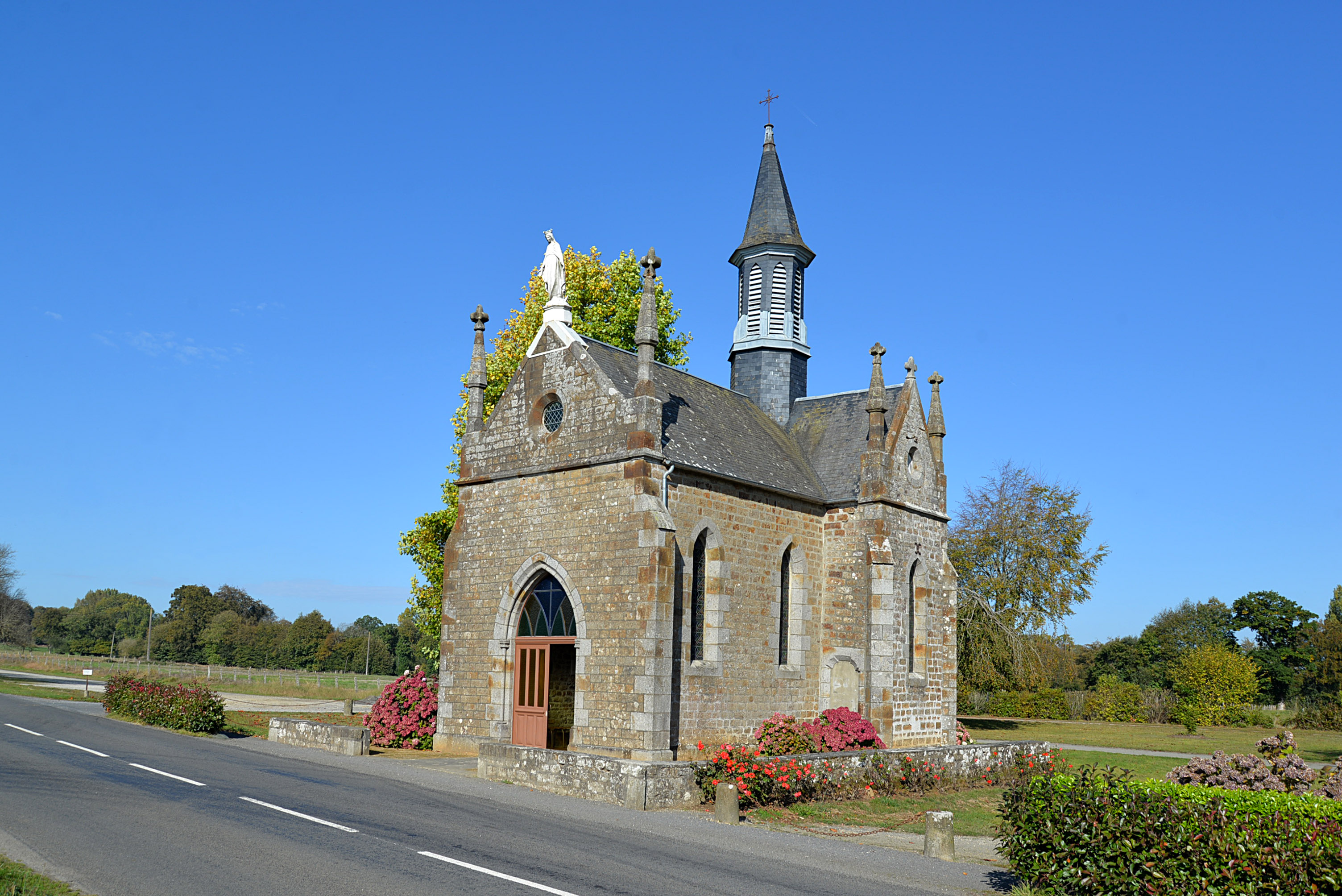
La chapelle de l'Oratoire de 1852.
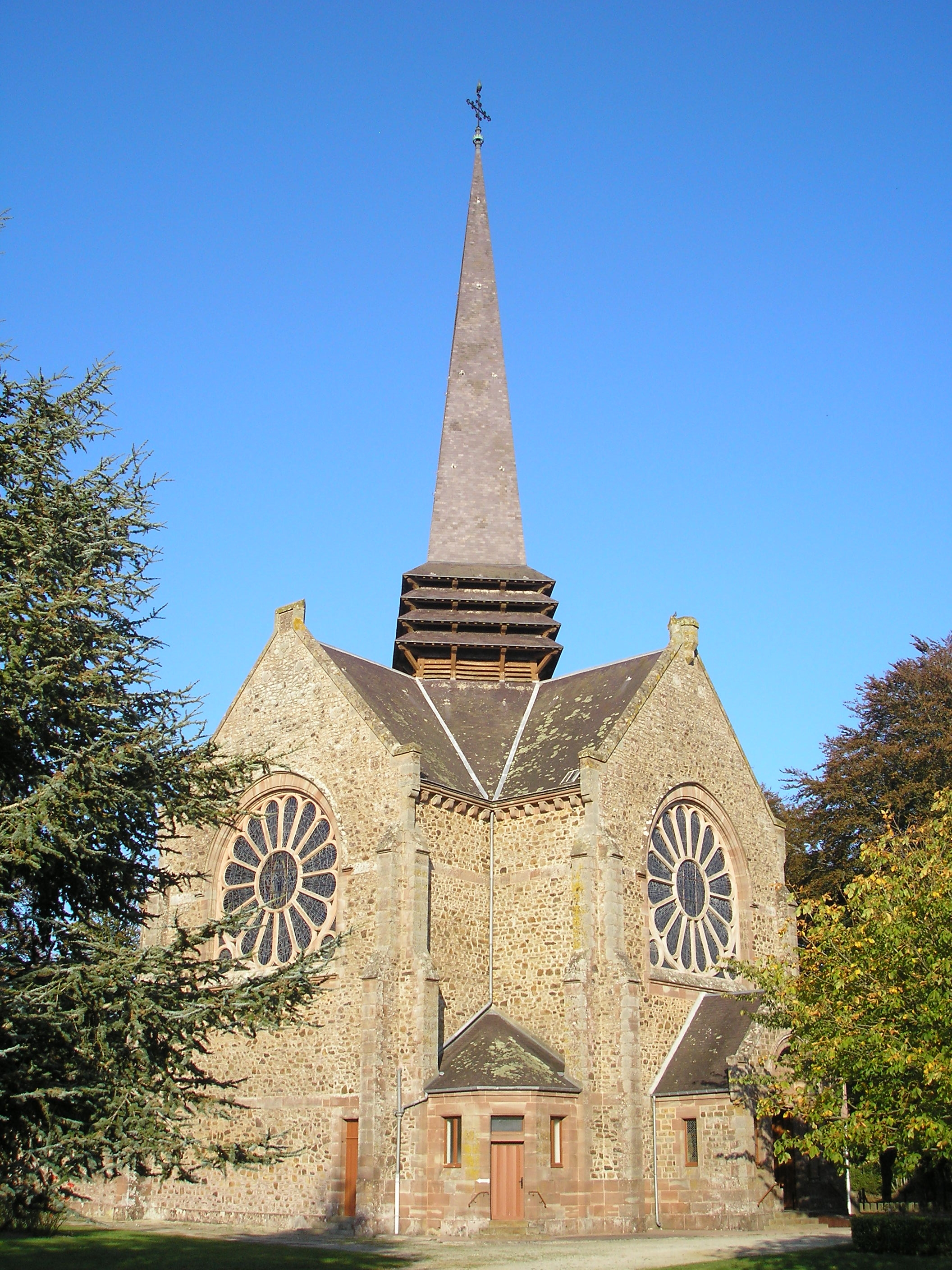
La chapelle de l'Oratoire de 1927.
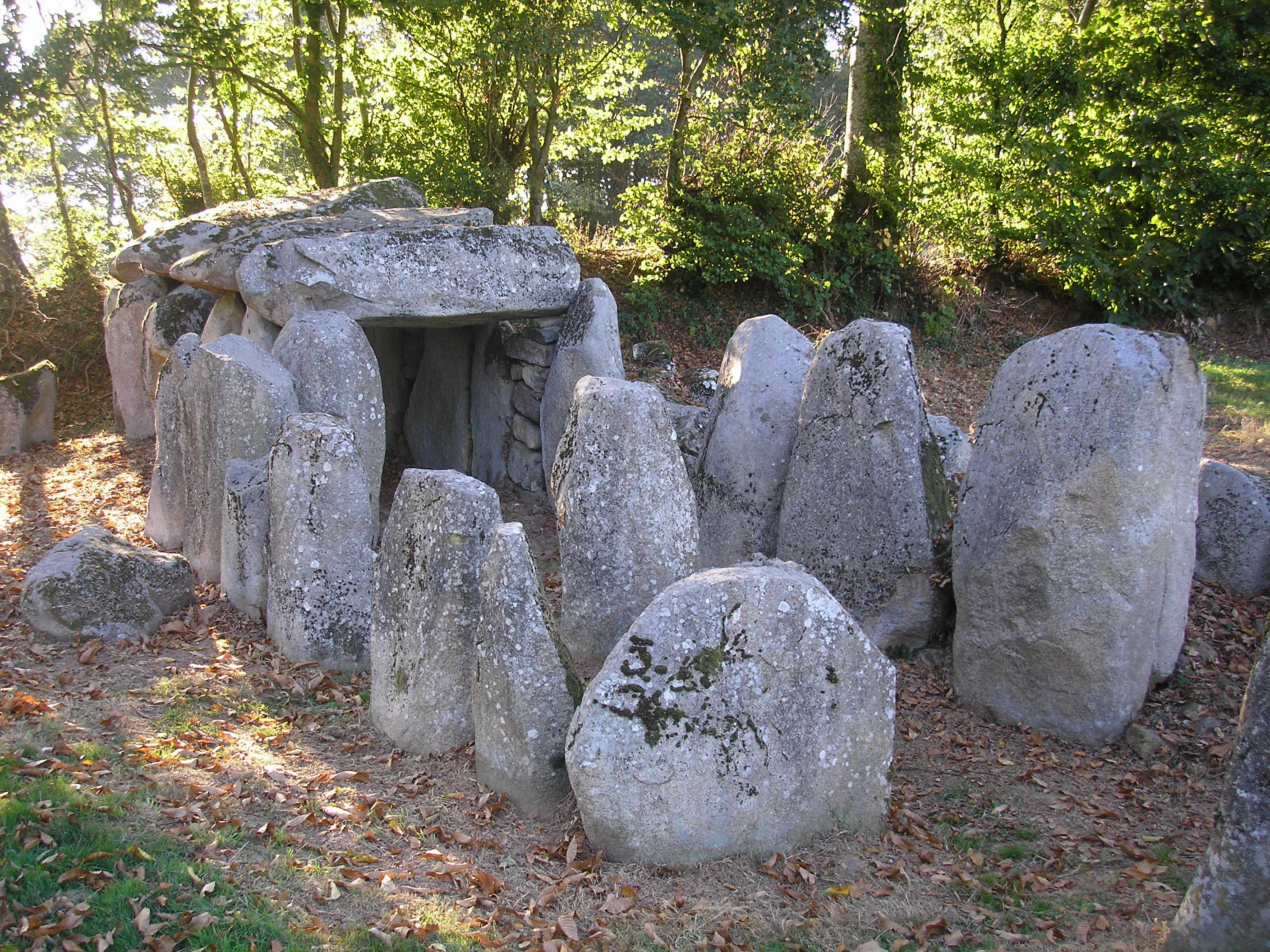
La Table au Diable.
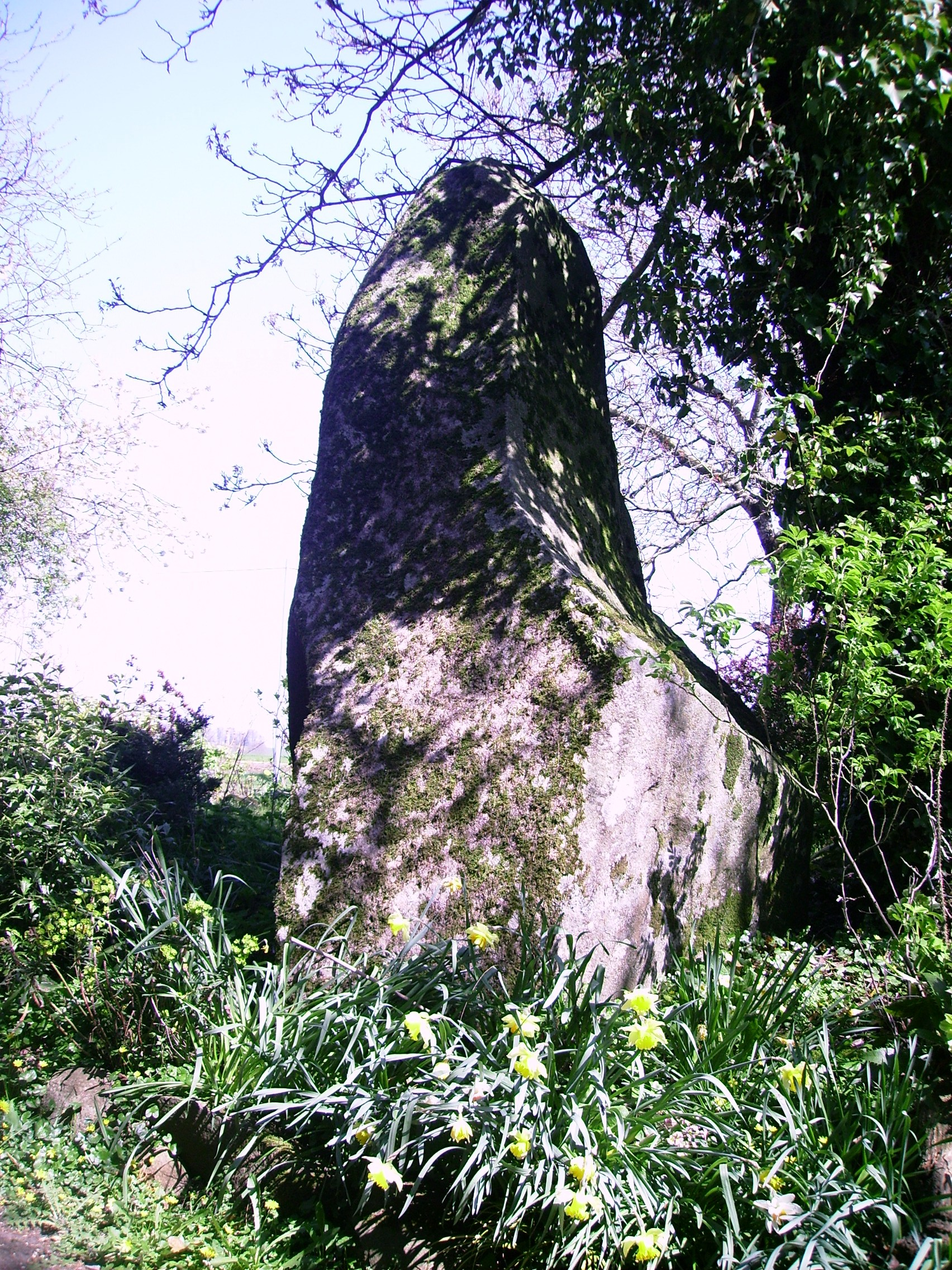
Le menhir du Perron.
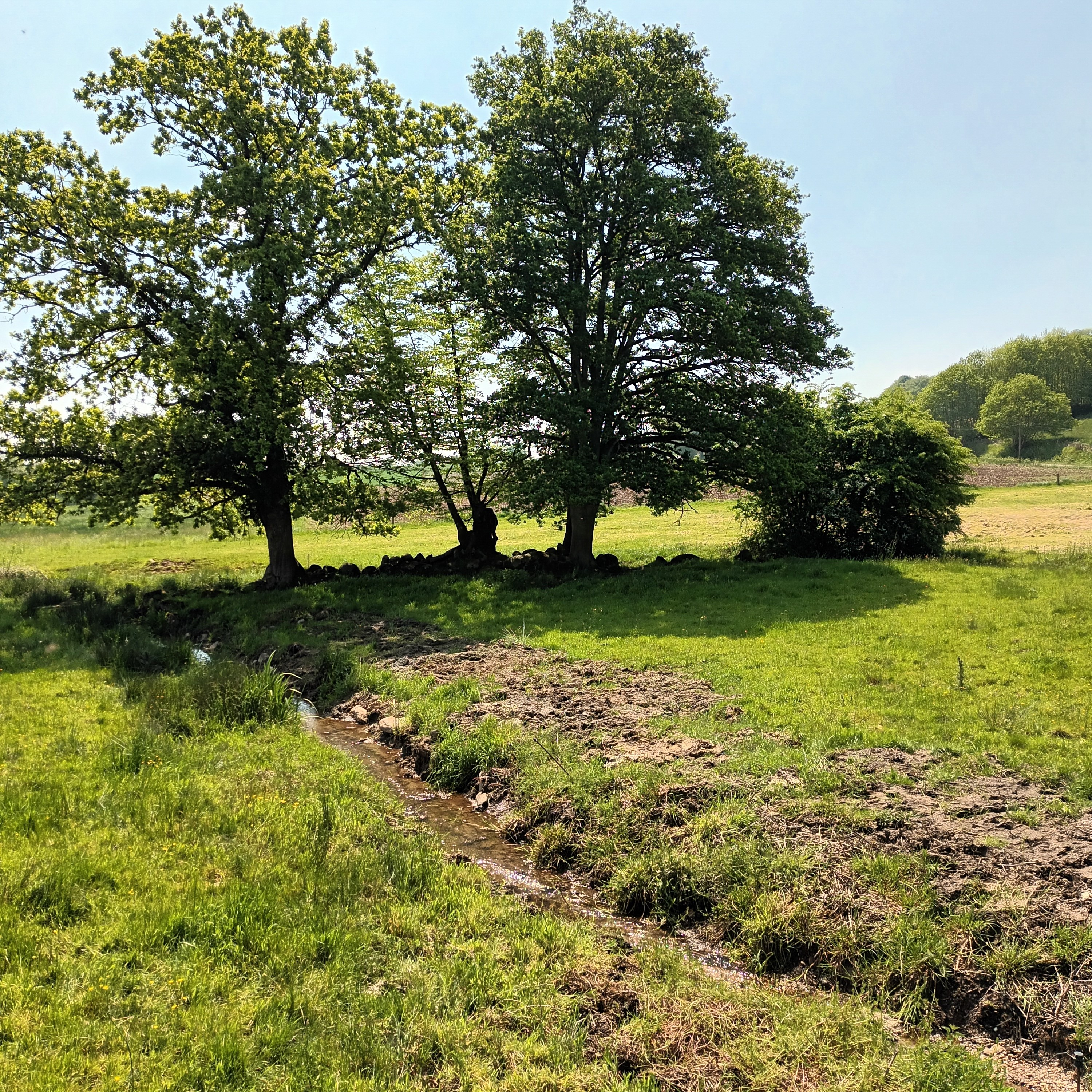
Il n'existe plus un menhir auprès du 'Ruisseau du Chêne aux Fées.'
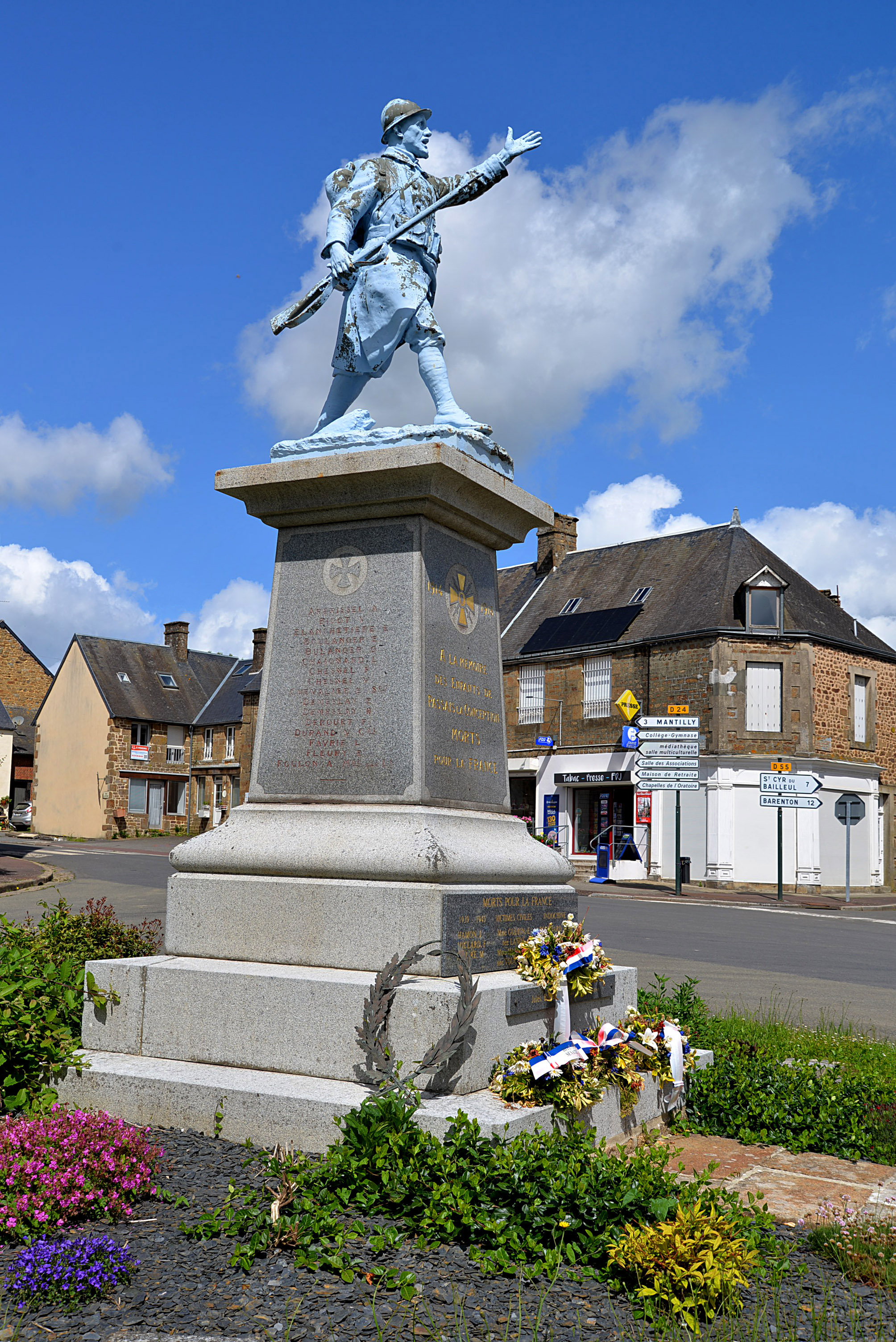
Le monument aux morts.

## Activité et manifestations

### Sports
L'Association sportive Passais-Saint-Fraimbault fait évoluer trois équipes de football en divisions de district.

### Manifestations
La fête locale a lieu le dernier dimanche de chaque mois d'août et s'appelle la Saint-Mathieu.

## Personnalités liées à la commune
- Julien Pouchard (1656 à Passais - 1705), philosophe, membre de l'Académie des inscriptions.
- Luc René Charles Achard de Bonvouloir (1744 à Passais - 1827), homme politique.
- Julien Alexandre Achard de Bonvouloir (1749 - 1783), officier.
- Eugène-François-Charles Achard de Bonvouloir (1776 à Passais - 1866), député du Calvados en 1823.
- Alphonse Ferré des Ferris (1805 à Passais - ?), homme politique.
- André Jouault (1904 -1987), artiste peintre, auteur des fresques de la chapelle de l'Oratoire.
- Marie-Louise Delby (1906 à Passais - 1942), actrice.

## Littérature
- En 2011, Martine Pottier situe son roman La Dralleuse autour de Passais-la-Conception à la fin du XIXe siècle.
- Jules Appert et Comte Gérard de Contades, Bibliothèque ornaise - Canton de Passais - Essai de bibliographie cantonale, Paris, H.Champion, 1888, 85 p. (présentation en ligne)